# Monika Lücke
Monika Lücke (geb. Habermann; * 12. Januar 1958 in Berlin) ist eine deutsche Historikerin.

## Leben
Monika Lücke wurde 1985 zum Thema Studien zu den hochmittelalterlichen Volkskreuzzügen an der Martin-Luther-Universität Halle-Wittenberg bei Walter Zöllner promoviert. Sie war bis zum Ruhestandseintritt 2024 wissenschaftliche Mitarbeiterin am Institut für Geschichte der Universität Halle-Wittenberg. Zu ihren Forschungsschwerpunkten zählen Lucas Cranach d. Ä. und d. J., Topografie mitteldeutscher Städte, Münzstätten, Benediktiner- und Zisterzienserklöster in Mitteldeutschland. Durch mehrere wissenschaftliche Publikationen und eine Wanderausstellung wurde sie zur besten Kennerin der Geschichte der Hexenverfolgung in Sachsen-Anhalt. Sie ist in mehreren Vereinen tätig, darunter im Vorstand des Harz-Vereins für Geschichte und Altertumskunde, und Mitglied der Historischen Kommission für Sachsen-Anhalt.

## Ehrungen
- 2008 Eligiuspreis der Deutschen Numismatischen Gesellschaft[1]

## Werke (Auswahl)
- Katalog der Leichenpredigtensammlung der Stadtkirche Sankt Martini in Stolberg, Harz (= Beiträge zur Regional- und Landeskultur Sachsen-Anhalts. Heft 3). Druck-Zuck-GmbH, Halle 1996, ISBN 3-928466-10-0.
- Historische Hilfswissenschaften in der Gegenwart. Anforderungen und Perspektiven. Herrn Prof. Dr. Walter Zöllner zum 65. Geburtstag (= Hallische Beiträge zu den Historischen Hilfswissenschaften. Heft 1). Institut für Geschichte, Halle 1998.
- „… viele und manchfeldige böse Missethaten …“ Hexenverfolgungen auf dem Territorium Sachsen-Anhalts vom 16.–18. Jahrhundert. Courage, Halle 2000.
- Numismatik. Münzkunde und Geldgeschichte (= Hallische Beiträge zu den Historischen Hilfswissenschaften. Heft 2). Institut für Geschichte, Halle 2002.
- „Die Mark zu 13 Reichstaler und 8 Groschen beibehalten werde“. Die Alte Münze in Stolberg (Harz). Numismatischer Verlag, Leipzig 2004, ISBN 3-9809196-0-9.
- mit Claudia C. Hennrich: Juliana – eine „Oranierin“ aus Stolberg im Harz. Stolberger Geschichts- und Traditionsverein, Stolberg (Harz) 2006, ISBN 3-928466-78-X.
- 800 Jahre Nauendorf 1207–2007. Festschrift. Heimatverein Nauendorf, Nauendorf 2007.
- mit Reiner Cunz und Ulf Dräger: Interdisziplinäre Tagung zur Geschichte der neuzeitlichen Metallgeldproduktion. Projektberichte und Forschungsergebnisse. Beiträge zur Tagung in Stolberg (Harz) im April 2006 (= Abhandlungen der Braunschweigischen Wissenschaftlichen Gesellschaft. Bd. 59/60). 2 Bände. Braunschweigische Wissenschaftliche Gesellschaft, Braunschweig 2008, ISBN 978-3-87707-744-3, ISBN 978-3-87707-752-8.
- mit Dietrich Lücke: Ihrer Zauberei halber verbrannt. Hexenverfolgungen in der Frühen Neuzeit auf dem Gebiet Sachsen-Anhalts. Mitteldeutscher Verlag, Halle 2011, ISBN 978-3-89812-828-5.
- mit Wilfried Matzdorf: Der geprägte Reformator: Thomas Müntzer in der Numismatik. Katalog mit Verzeichnung der numismatischen Spezialsammlung der Mühlhäuser Museen. Herausgegeben von Thomas T. Müller (= Veröffentlichungen der Thomas-Müntzer-Gesellschaft. Nr. 17), Thomas-Müntzer-Gesellschaft TMG, Mühlhausen 2012, ISBN 978-3-935547-50-5.
- mit Christof Römer: Germania Benedictina. Bd. X 1–2: Die benediktinischen Mönchsklöster in Mecklenburg-Vorpommern, Sachsen-Anhalt, Thüringen und Sachsen, St. Ottilien 2012.
- Bearbeiterin mit Dietrich Lücke: Lucas Cranach der Jüngere: Archivalische Quellen zu Leben und Werk (= Schriften der Stiftung Luthergedenkstätten in Sachsen-Anhalt. Bd. 22), Evangelische Verlagsanstalt, Leipzig 2017, ISBN 978-3-374-04562-4.